# 日本のパワーハラスメント事例
日本のパワーハラスメント事例（にほんのパワーハラスメントじれい）では、日本におけるパワーハラスメント（パワハラ）の事例を記載する。

## 事例

### 1991年
電通事件
- 1991年8月27日に電通に入社して2年目のA（男・24歳)が、自宅で自殺した。Aの1ヶ月の残業時間は147時間にも及んだとされる[1]。会社に強いられた長時間労働によりうつ病を発生したことが原因であるとして、遺族は会社に対して損害賠償請求を起こした。これは過労に対する安全配慮義務を求めた初事例とされ[2]、この訴訟をきっかけとして過労死を理由にした企業への損害賠償請求が繰り返されるようになったと言われている[2][3][1]。2000年にこの裁判は同社が遺族に1億6800万円の賠償金を支払うことで結審した[4]。判決では酒席で上司から靴の中に注がれたビールを飲むよう強要されたり、靴の踵で叩かれるなどのパワーハラスメントの事実も認定された[5]。
- 電通#不祥事・諸問題も参照。

### 1999年
アカス紙器事件
- 茨城県水戸市で社長が知的障害者の従業員への障害者虐待を日常的に行っていたことが1999年に発覚した[6]。この事件を題材としたテレビドラマが制作されている。

### 2002年
トナミ運輸事件
- 串岡弘昭がトナミ運輸勤務中に内部告発を行ったため、研修所に異動後は雑用を強いられた上に昇給すらなく、暴力団からも脅迫され冷遇されたとして、2002年に訴訟を起こし勝訴[7][8]。この訴訟は公益通報者保護法が制定される契機となった。

### 2004年
東急ハンズ心斎橋店事件
- 台所用品売り場で勤務していたA（30歳）は「残業予算」の範囲内で残業するよう毎日のように指導される一方、過剰な仕事量を課せられ、予算内では終わらず、サービス残業を強いられた[9][10]。0時頃に帰宅する日々が続き、マネージャーから怒鳴り散らされ続け、心身に不調をきたし、2004年3月の就寝中に妻と子を残して心臓性突然死で死亡[9][10]。遺族は労災を申請し、2007年11月に大阪中央労基署は労災認定した[9][10]。2010年2月には会社を相手取り、計9100万円の損害賠償を求めて神戸地裁に提訴し、2013年3月に東急ハンズに計7837万円の支払いを求める判決が下った[9][10]。

前田道路事件
- A（男・43歳・社員）は、愛媛県内の同社営業所に勤務していた2004年7月頃から、四国支店（高松市）の上司に何度も呼び出され「この成績は何だ」「会社を辞めれば済むと思っているんじゃないか」などと叱責され、同年9月に自殺した。新居浜労働基準監督署は労災認定し遺族側に通知した。Aはパワーハラスメントを受けていただけでなく、下請け会社への未払いの工事代金まで家計から穴埋めしていたという[11]。

### 2005年
秋田県警察事件
- 当時本荘署（現・由利本荘署）に勤務していたA（男・48歳・警部）が、上司のB（副署長・交通部長）から大声で叱責を繰り返されるなどパワハラ行為を受け、2005年2月に自殺した。県警はBを本部長訓戒処分としていたが、関係者へのプライバシー配慮を理由に2014年3月に報道されるまで公表していなかった[12]。

### 2007年
日研化学（現・興和創薬）事件
- パワーハラスメントが原因とされるA（男・社員）の自殺事件について、自殺の原因は上司の暴言にあったとして、2007年に東京地裁が初労働災害認定を行なった。労働基準監督署が労災として認めなかったため争われていた裁判だが、この事件がパワーハラスメントに起因する自殺を労災と認めた初の司法判断となった[13]。

大東建託事件
- A（男・42歳・社員）は、静岡県藤枝市の支店に勤務していた際、2005年に担当したマンションの建築工事における損失の一部約360万円を自己負担するよう会社側から強要され、精神的に追い詰められて2007年10月に自殺した。遺族が損害賠償を求めて同社を静岡地裁に提訴し[14]、自殺の原因は上司からのパワーハラスメントであるとして、島田労働基準監督署（静岡県島田市）が労災認定した[15]。

### 2009年
松戸市消防局事件
- 暴言や暴力などのパワーハラスメントを受けたとしてA（新人訓練生）から損害賠償を求める訴訟を起こされ、2009年に訓練指導員と上司の計11人が処分された[16]。

### 2010年
ステーキのくいしんぼ（サン・チャレンジ運営）事件
- 2010年11月にA（男・24歳・店長）が自殺。Aの遺族はサン・チャレンジや当時の上司らに対し、約7300万円の支払いを求めて東京地方裁判所に提訴した。Aは東京都渋谷区の2店舗での勤務時に1日当たりの勤務時間が12時間を超えており、休暇も取れない状況だった。また上司から暴言や暴行を何度も受けており、これらが元で強度の心理的負荷が生じていたとされた。2014年11月4日に同地裁は遺族の主張を認め、パワハラ等以外の原因は認められないとした上で、サン・チャレンジに対し約5800万円の支払いを命じた[17]。

### 2011年
サカイ引越センター事件
- 2011年からパート従業員として勤務していたA（女）が、上司から「何でいつもへろへろになるまで仕事するの?」など、真面目な勤務態度を繰り返し揶揄されたり、同僚との間で起こったトラブルについて「仕事放棄は人としてどうか」「謝罪がなければ帰って結構だ」などと叱責されたことから、同年10月に退職。Aはパワーハラスメントによって退職を余儀なくされたとして大阪地方裁判所に訴訟を提起した。同地裁で2019年7月11日付で、同社と上司が合わせて100万円の和解金を支払う条件で和解が成立した。Aはその後も同社のCMが流れると苦痛を感じると話した[18]。

熊本県農水商工局事件
- A（男・係長）とB（男・技術参事）が、2009年6月から2011年7月頃まで部下の職員が公用車の運転中に道を間違えたことをきっかけに、寿司やウナギなどの昼食を次々に奢らせたり（最終的には100万円以上に達した）、正座を強要するなどのパワハラを執拗に繰り返し、2011年12月26日に停職6ヶ月の処分となった[19]。

### 2012年
いわしんビジネスサービス（磐田信用金庫関連会社、静岡県）事件
- A（男・職員）が同社社長と社長代理の2名から、2009年10月頃から2010年4月までパワーハラスメントを受け、うつ病を発症。2012年4月に審査請求を経て労災認定された[20]。

阪神高速パトロール（阪神高速道路の子会社）事件
- 2010年に入社したA（男・24歳）は、2012年から上司となったB（男・46歳）から仕事内容について注意を受けた際に「殺すぞ」などの暴言を受けるなどし、同年5月に自殺した。男性の遺族は神戸労働基準監督署に労災申請したものの棄却されたため、大阪地方裁判所に訴訟を提起。一審では訴えが退けられたが、2017年9月29日の大阪高等裁判所の二審判決では労災認定し遺族への補償を命じた[21]。

### 2013年
日本電産事件
- 長時間労働や無理難題な業務を押し付けられたり、意味なく詰られるなどパワーハラスメントを受け、うつ病で精神神経科に通院したとされるA（元社員）による訴訟が発生[22]。日本電産は2012年10月末を以てAとの雇用契約を打ち切り、雇止めとしたとされている[22]。Aは職場の改善を求め、JMIU（全日本金属情報機器労働組合）京滋地方本部に相談し、労働組合に加入して団体交渉をし、京都職対連の支援を受け、うつ病について労災申請も行ったが、会社は団体交渉でも態度を変えず、パワハラについても認めず、雇止めを強行したという[22]。2013年2月にAのうつ病について業務上の物であるとの労災認定が下されている[22]。

横浜美術短期大学（現・横浜美術大学）事件
- A（男・元総務課長）は、同学の4年制大学への移行に向けて文部科学省との折衝担当となったが、認可直前の2009年9月から、上司らによるパワハラ・退職強要等の嫌がらせを受けうつ病を発症した。2011年に横浜北労働基準監督署は男性への上司らのよるパワハラ・退職強要とうつ病発症の因果関係を認め労災認定した。男性は労災とは別に上司3人と、同学を運営する学校法人トキワ松学園に対し損害賠償を求める訴訟を横浜地裁に起こしていたが、2013年5月に東京高裁で学園側が和解金を支払い、再発防止義務を負うことで最終的に和解が成立した[23]。

ゼリア新薬工業事件
- 2013年4月に入社したA（男・22歳）が同年5月18日に自殺した。Aは同年4月から8月にかけて研修会社が行った「意識行動変革研修」と称する入社研修中に、男性講師から吃音症と決め付けられ、いじめに遭った経験を同期入社の新入社員42人の前で言わされるなどした。これにより男性は精神障害（統合失調症）を発症し、東京都内に一時帰宅する途中で自殺。2015年5月に東京労働局中央労働基準監督署は労災認定した。Aの遺族は2017年8月8日に同社に対して約1億510万円の損害賠償を求めて東京地方裁判所に提訴した[24]

大阪府警四条畷署刑事課事件
- 2013年4月にA（男・当時28歳・巡査長）が新人刑事として配属されたが、上司に当たるB（男・49歳・警部補）ら4名はAに対し、連日大声で怒鳴り付けたり回し蹴りするなどのいじめやパワハラを行い、Aは同年9月に首吊り自殺した。府警は2014年3月に関わった警部補ら刑事課員4名を減給などの処分とした[25]。

### 2014年
警視庁蒲田警察署地域課事件
- 2014年2月にA（男・巡査長）が署内のトイレで拳銃自殺した。警視庁の調べで、上司に当たるB（男・警部補）がこの巡査長を含む数名の部下の警察官に対し「身の振り方を考えろ」等の暴言を浴びせるなどして辞職を強要していたことが明らかとなり、警視庁は同年4月にこの警部補を減給処分とした他、当時の地域課長や署長についても訓戒や口頭注意の処分とした[26]。

福島県警捜査2課事件
- 2014年4月下旬にA（男・51歳・警部・課長補佐）と、その上司である指導官のB（男・52歳・警視）が相次ぎ自殺した。県警が調査した所、当時の捜査2課長であるC（男・45歳・警視）が、Aを含む3名の警部に対し、2013年5月頃から2014年4月頃まで「小学生みたいな文章を作るな」「あんたは係長以下だ」などの暴言を浴びせるなどのパワハラ行為を行っていたことが明らかとなった。Bの自殺については、警部の自殺に責任を感じた物と結論付けられた。県警は2014年6月26日にCを戒告処分とし、27日に県警警務部付に更迭した[27]。

群馬大学大学院事件
- 2014年11月20日にA（男・医学系研究科教授）が、2011年から2013年まで同じ研究室に勤務する部下の助教や講師ら計5名に対し、継続的にパワハラ行為を行っていたとして懲戒解雇処分となった。この中には女性に対し「結婚は三角、出産はバツ」という旨の発言をした例もあった[28]。

### 2015年
サントリー事件
- Aは（34歳）は2006年4月に配属されたグループで指示通りの成果を残せず、上司から「新入社員以下だ。もう任せられない」「何で分からない。おまえはばか」と言われ、重度の鬱病に罹り、2007年7月に休職、翌年に復帰[29][30][31]。その後コンプライアンス室に訴えたがパワハラとは認められず、2012年6月に加害者のN部長・コンプライアンス室長・会社を相手取り、東京地裁に提訴[29][30][31]。Aは裁判の心労もあり2014年2月に二度目の長期休養に入った[29][30][31]。2014年7月の一審判決、2015年１月の東京高裁判決ともにN部長と会社の不法行為を認定し、165万円の損害賠償支払いで確定した[29][30][31]。しかしサントリーは「主張が認められず残念。控訴も検討する」と発表し、判決確定後も会社の謝罪は無く、復職できずにいた[29][30][31]。Aは東京管理職ユニオンに加入して交渉し、復職プログラムを開始することが決定した[29][30][31]。

ヤマト運輸事件
- Aは2012年秋頃より上司から暴行や暴言を約2年間受け続け、2015年1月に自殺[32]。Aが残した録音やメモには暴行を受けている音や「小学生以下だお前は。半身不随にしてやろうか」などという暴言が記録されていた[32]。2017年に遺族が同社と当時の上司に計約9500万円の損害賠償を求める訴訟を長野地裁に起こした[32]。

大阪府教育委員会事件
- 2015年2月20日に教育長が意見が異なる職員数名に対し、配置転換や解職などを仄めかしたり、教育委員の一人に罷免要求をちらつかせるなどのパワハラ行為をしていたと第三者委員会が報告。教育長は続投を希望していたが、同年3月11日に辞任を表明し[33]、当時の教育委員長も辞任を表明[34]。

東京大学大学院生事件
- 関西地区の私立大学に所属するA（女・30代・研究者）が2009年に東京大学大学院医学系研究科のB（男・48歳・医師）と知り合い、共同研究を行うようになったが、この医師は社会的地位を背景に女性研究者に暴力を伴ったセクハラやパワハラを行うようになり、これが元で女性研究者は心的外傷後ストレス障害（PTSD）を発症した。AはBを相手取り、神戸地方裁判所に提訴。Bは「セクハラではない」と主張したが、2015年7月30日に同地裁はAの訴えを認め、Bに計1126万円の支払いを命じる判決を言い渡した[35]。

兵庫県警察事件（2015年）
- 兵庫県警察機動隊の巡査だったA（男・20代）が2015年10月に自殺。巡査の遺族は、自殺の原因は先輩隊員Bらが頻繁に怒鳴り付けたり、公休日に呼び出して叱責したりしたりしたことが原因であるとして、神戸地方裁判所に提訴。2022年6月に同地裁はパワハラを認定し、兵庫県に対し100万円の支払いを命じたものの、自殺との因果関係は否定。双方が大阪高等裁判所に控訴していたが、同高裁は2023年10月に結審した後、双方に対し和解を勧告。兵庫県側は2023年2月20日に、和解を受け入れる方針を示した[36]。

### 2016年
大阪府吹田市薬局事件
- 勤務していたA（女・30歳）が2016年に自殺したのは、職場の上司や社長らからパワハラを受けたことが原因として、遺族が2019年4月に薬局の運営会社を相手取り、大阪地方裁判所に訴訟を提起した。Aは社員旅行の幹事を担当した際、旅行中に上司から大声で罵倒されるなどしてうつ病を発症し、会社はこれを把握した後も仕事量を減らさず、健康への配慮を怠ったと主張している[37]。

埼玉県警察秩父警察署地域課事件
- A（男・52歳・警部）が2016年3月から7月まで、当時の署長から決済書類を巡り大声での叱責を受けたり、幹部会議で発言した際に強い非難を受けるなどしたことが原因で精神状態が悪化し、同年7月に自殺。地方公務員災害補償基金埼玉県支部は2017年3月にAの自殺は署長によるパワーハラスメントが原因であるとして公務災害と認定した[38]。

### 2017年
トヨタ自動車事件
- A（男・28歳）が2017年に自殺したのは、上司からパワハラを受け適応障害を発症したのが原因だったとして、豊田労働基準監督署が労災認定していたことが2019年11月に明らかになった[39]。Aの遺族の代理人弁護士によると、Aは東京大学大学院を卒業後にトヨタ自動車に入社[40]。入社2年目の2016年3月から本社の車両設計部門に配属されたが、上司から「死んだ方がいい」「なめてんのか」「学歴ロンダリングだ」と言われるなどのパワハラを日常的に受けるようになり[40][41]、個室に呼ばれて「発言を録音してないだろうな。携帯電話を出せ」と言われたとも相談していたが[42]、同年6月頃には精神疾患を発症した[43]。翌月から3ヶ月間休職し、別のグループに異動して職場に復帰したが、席は同じ上司のすぐ近くだった[41]。2017年10月30日にAは社員寮の自室で自殺した[41]。トヨタ自動車は当初、パワハラと自殺との因果関係は否定したが、2019年9月に豊田労働基準監督署は遺族の主張に沿う形で労災認定した[44]。豊田社長は男性社員の自殺が報道された後の2019年11月に「ニュースで初めて知った。取り返しのつかないことになってしまい、心からお詫びします」と、遺族を訪ねて頭を下げ、和解成立時の2021年4月にも大阪市内で遺族と面会し、謝罪した[44]。和解したのは4月7日だが、和解金額は非公表である[44]。

東和銀行事件
- 東和銀行に勤務していた20歳代の男性行員Aが、入行4年目の2017年4月に川越支店（埼玉県川越市）に移動し、法人向け営業を担当していたが、6月に入り自殺。Aの遺族が前橋労働基準監督署に労災申請を行い、同労基署が調査した。その結果、Aは異動によって未経験の業務の負担が生じたことに加え、上司から連日にわたり強い口調で叱責されるパワハラを受けるようになったことなどが自殺の原因であるとして、2023年8月に労災と認定された[45]。その後2025年3月17日に、同銀行側がAの遺族に対し、解決金を支払うことで和解した（解決金額は非公表）[46]。

### 2018年
劇団四季事件
- 所属のA（男・27歳・俳優）が横浜市内のマンションの同僚俳優の部屋から飛び降りていたことが2018年9月に明らかになった。飛び降りた俳優は一命は取り留めたものの重傷を負った。B（男・56歳・俳優）からパワーハラスメントを受けていたためとされ、劇団四季は調査委員会を設置し調査を行ったが、プライバシー保護を理由に当事者の俳優らの氏名は公表していない[47]。

海上自衛隊横須賀基地事件
- 2018年9月10日にときわ（補給艦）にてA（男・30代・三尉）が自殺しているのが発見された。海上自衛隊は同年11月末に乗員らに対しアンケートを実施し、B（男・艦長・二佐）から「休むな」と指示され、他の上官からも「死ね」「消えろ」などの暴言を受けるなどパワハラを指摘する記述が多数寄せられた。Bは他の乗員にもパワハラを行なっていた疑いも指摘された[48]。海上自衛隊はBを護衛艦隊司令部付に更迭した[49]。

広島大学事件
- 2018年12月28日に在職中に学生らに暴言を吐くパワーハラスメント行為を繰り返したとして、A（男・60代・元教授）を諭旨解雇相当に認定したと発表した。元教授は大学の調査に応じずに12月上旬に退職した[50]。

### 2019年
神奈川県スイミングクラブ事件
- A（男・45歳・コーチ・競泳元日本代表）が一部の選手に対し、「練習に来るな」と発言するなどパワハラ行為を繰り返したとして、2019年4月に日本水泳連盟から3年間の資格停止処分を受けた[51]。

兵庫県姫路市立中学校事件
- 2019年5月から6月まで教育実習に参加したA（男・20代）が指導教諭から「こんなこともできないのか」などと他の教諭らが見ている前で繰り返し叱責を受け、また無視するような態度を取られるなどして抑うつ状態となり、約2週間休んだ。同市教育委員会は「通常の指導の範囲内だった」とし、調査を開始した[52]。

兵庫県神戸市立東須磨小学校事件
- 2019年9月にA（男・教諭）が複数の先輩教諭からパワーハラスメントを受け、精神的に不安定になり自宅療養していたことが明らかになった。この事件はマスメディアでも大きく報じられた。

京都府警察南署・向日町署事件
- 2019年10月に両署の署長が部下に対し、怒鳴り付けたり人格否定の発言をするなどのパワーハラスメント行為をしたして、それぞれ本部長訓戒・本部長注意の処分となった[53]。

北海道標茶町事件
- 2019年7月に、当時24歳の標茶町職員の男性が、同町内の川に飛び込み自殺。男性の遺族は、長時間労働や上司からのパワハラが原因であるとして、釧路地方裁判所に提訴。2024年2月2日に同地裁は、パワハラは認めつつも違法性は認めなかった一方で、安全配慮義務違反があったとして、町に対し約8400万円の支払いを命じた[54]。

### 2020年
大阪府茨木市消防パワハラ蔓延事件
- 大阪府茨木市の消防本部にて2019年・2020年に2年間連続でパワハラが発生した[55][56]。2019年11月に大阪府茨木市消防本部の救命士3名（33歳-47歳・消防司令補・消防士長・消防副士長）が後輩の首を血圧計で強く圧迫したり消防車に逆さ吊りにしたとして、3名を懲戒免職処分にした[55][56]。2020年には消防司令補（男・40代）が後輩の女性職員にセクハラをしたとして停職3ヶ月の懲戒処分となった[56]。更に他にも20名が計25件の暴言・暴行や管理監督責任不足を行っており、厳重訓告などの処分となった[56]。A（消防部長）は部下を他の職員の前で大声で叱責したとして厳重訓告となり[56]、B（署長）は部下を怒鳴り散らしたとして訓告処分となった[56]。後輩の顔を平手で叩いたり「あほ、ぼけ」と暴言を吐いたりした事例など19件が処分対象となった[56]。

大阪市高速電気軌道（大阪メトロ）事件
- 2020年3月にA（男・40代・経理担当）が本社内で自殺しているのが発見された。Aの上司であるB（男・50代・課長）が2019年夏頃からAに対し、人格否定の暴言を執拗に行った。Aは2019年1月頃より病気休職から復帰し、産業医の指示で超過勤務を制限されていたが、Bは度の過ぎた残業をAに命じていた。同社はBに対し、パワハラ行為があったと認め、停職1ヶ月の懲戒処分とした上で係長に降格した[57]。Aについては、大阪西労働基準監督署が長時間労働によって精神疾患を発症したことが自殺の原因であるとして、労働災害と認定していたことが2021年6月に明らかになった[58]。

長崎県警察事件
- 2020年10月に、長崎県警察佐世保警察署交通課の男性警部補Aが上司の署長Bや課長Cらからパワーハラスメントを受けて自殺。後に公務災害の認定を受けたことを踏まえ、2022年に一階級（警部）昇任する措置がなされた[59]。その後Aの遺族が2023年4月に、長崎県を相手取り損害賠償を求める訴訟を長崎地方裁判所に起こした[60]。

兵庫県警察事件（2020年）
- A（男・50代・警部補）が2019年5月から2020年12月まで部下5名に対し、立たせたまま説教するなどのパワーハラスメント行為を行なっていたことが発覚した。子供がいる部下の1名に対しては「クレバ号（行方不明になっていた警察犬）と同じ名前を付けたらどうか」との暴言もあったという。県警は2021年3月5日にAを本部長訓戒の処分とした[61]。

### 2021年
全日本柔道連盟事件
- 複数の職員が先輩職員の一人であるAから激しい叱責を受けたり、業務時間外に仕事を求められるなどの事実が2021年2月に発覚した。Aは同年2月に自己都合退職した。山下泰裕は「今回は事務局内の案件であり、外部に公表する案件ではないと判断した」とし、会長辞任を示唆した[62]。

兵庫県西消防署南部出張所事件
- 宝塚市消防本部は男性消防司令補2名が同僚に対し、オンラインゲームへの参加を強要するなどのパワハラ行為を行ったとし、2021年3月16日にそれぞれ停職10ヵ月と減給1/10処分とした[63]。

ローソン大阪府加盟店事件
- 2007年から勤務していたA（男）が、陳列ミスや遅刻を起因に店主から日常的に叱責されたり、殴る蹴るの暴行を受けたりするようになり、店の釣り銭の残高が合わないとして350万円の賠償を求められ、退職する2014年6月までの約2年間、無給で労働させられ、377日間連続で無休で労働させられた。Aは2015年9月に店主とローソン本部について大阪地方裁判所に提訴。ローソン本部は「店主に労務管理を指導する義務はない」などと反論していたが、2021年6月10日に本部側が男性に解決金を支払うことで同地裁にて和解が成立した[64]。

### 2022年
広島県警察49歳警部補パワハラ事件
- A（男・49歳・警部補）は2019年4月頃から2022年1月頃までの間、部下の巡査長2名に対し「辞めてしまえ」「おまえのこと信用していないけえの」などと言い、精神的苦痛を与えるパワハラ行為を行なったといい、巡査長1名は7月に辞職したという[65]。

富山県舟橋村役場10年間パワハラ蔓延事件
- 富山県舟橋村の役場にて、2010年より約10年間で約10人がA（男・40代）のパワハラ被害に遭っていたことが判明した。2022年4月にAがパワハラを理由に懲戒処分となったことで事件が発覚した[66][67][68][69]。Aは特定の女性職員に大声で「給料泥棒」などの暴言を吐き、「うるせえ！！」とのメールを送りつけていた[66][67][68][69]。女性職員は村幹部に被害を訴えたが、副村長 古越邦男は「目立たないように。無視しろ」などと言い、適切な対応を取らなかったという[66][67][68][69]。別の職員は2021年2月に役場の視聴覚室にて事業者と打ち合わせ中、Aがドアを蹴破るほどの音を立てて押し入るなどの恫喝を受けていた[66][67][68][69]。事業者は「これはひどい。舟橋村役場っていつもこうなんですか？」と驚き、職員の身の危険を考慮して視聴覚室に待機するように促したという[66][67][68][69]。この他にも複数の職員によるパワハラと疑われる行為も判明し、職員が別の職員に暴力を振るって警察が介入した後、村議控室にある各議員の引き出しに誹謗中傷文書が匿名で投げ込まれたり、職員の自家用車がパンク被害に遭ったりしたこともあったという[66][67][68][69]。職員4名が精神不調で病休や通院を余儀なくされ、2名は退職した[66][67][68][69]。

ジョナサン店長のパワーハラスメントによる従業員肋骨骨折事件
- ジョナサンの東京都港区芝公園店において、2020年9月から2022年4月まで、従業員A（男・30代）がFとN（男・当時の深井清次店長と根本将貴副店長）から暴力・暴言・土下座のパワーハラスメントが繰り返され、2021年8月にはBの暴力によってAが肋骨を骨折した[70][71][72]。三田労働基準監督署がいずれも労働災害であると認定し、2022年7月26日に療養補償給付（治療費）の支給を決定した[70][73]。また、Aは勤怠記録を付けずに働くよう事実上指示されており、多い時にはBから月190時間ほどの残業を強いられ、過重労働も発生していた[72]。Bは2022年4月に解雇されたが[71]、AとNPO法人は2022年7月22日に会見を行い[72]、Bに対し、傷害容疑での刑事告訴を検討した[71][72]。すかいらーくホールディングスはこれらの事実を認め[72][74]、同年7月22日付で公式サイトに謝罪文を掲載した[74]。その後、深井と根本は懲戒解雇された。

埼玉県警察留置管理課50歳警部補パワハラ事件
- A（男・50歳・留置管理課の警部補）は2020年3月から2022年4月頃まで、部下のB（男・30代・巡査）に対し、容姿を揶揄するような発言をしたり、巡査が持参した愛妻弁当に「ごみみてーな弁当だな」などと暴言を吐いたりし、精神的苦痛を与えるパワハラ行為を行なった[75]。更にAは2017年11月から2022年4月頃まで、被留置者の予備弁当を無断で計数百食食べていたという[75]。事件発覚後の2022年8月25日にAは依願退職した[75]。

中部方面警務隊本部事件
- A（男・50代・幹部自衛官）が伊丹駐屯地にて部下数名に対し、「返事をしない奴は殺したくなる」などパワハラに当たる発言をしたとし、同駐屯地は2022年7月19日にAを停職3日の処分とした[76]。

奈良県奈良市ウクライナ人人種差別事件
- ヘリコプター運営会社勤務員のA（ウクライナ人・27歳女性）が、上司であるBから「野良犬」と暴言を吐かれ、人種差別的なパワハラを受けたとして、9月9日に慰謝料など約550万円を求めて奈良地方裁判所に提訴した[77][78][79]。Aはヘリコプター運営会社の基地で契約社員として4年間勤務しており、2022年ロシアのウクライナ侵攻が原因で、ロシアとの商取引に関わった場合にウクライナで反逆罪に問われる恐れがあるため、ロシア関係の仕事から除外してもらうように要望していたが、Bから「挨拶できひん奴は野良犬と一緒や、俺からしたら。気持ち悪い。人間的に気持ち悪い」「お前は何もしていないのに何で給料をもらっているのか」と度重なるパワハラを受けていたという[77][78][79]。また2022年ロシアのウクライナ侵攻について、Aに聞こえるように「ウクライナも悪い」などと発言していたという[77][78][79]。

自治労山梨県本部におけるパワハラ事件
- 全日本自治団体労働組合（自治労）山梨県本部で書記を務めていた50歳代の女性職員Aが、2019年頃から、勤務する自治体において、書記次長だった38歳男性Bに、子供の送迎のため時間休を申請したところ、「休まないで」と大声で言われたり、別の日には「俺はお前の仕事をするために来たんじゃない」「働かないからクビですね」「何も働かない。休めていいね」などの言葉を掛けられたり、怒鳴られたりするなどした。女性は当時の中央執行委員長C（現・連合山梨事務局長）に何度か相談をしたものの、取り合ってもらえず、のみならず怒鳴られたりもした。女性は鬱病の症状が出て休職し、その後同年12月に退職。Aは2020年7月に、BとCを相手取り、それぞれに慰謝料110万円の支払いを求め甲府地方裁判所に提訴。Bとは2022年3月に和解が成立したが、Cはその後も争う姿勢をとった。2022年9月1日に同地裁は、Cの一連の行為がパワハラに当たると認定したほか、Bによるパワハラに対して適切な対応を取らなかった注意義務違反も認定し、22万円の支払いを命じた。この件では、労働者の権利を守る立場の労働組合でパワハラ行為があったことに加え、労組の幹部と一般職員との間で、パワハラの認識に相違があることも問題視されている[80]。

横須賀基地事件
- 2021年1月、海上自衛隊横須賀基地業務隊の40歳代の男性2等海尉Aが、部下の20歳代の男性3等海曹B（その後依願退職）から、上官である男性曹長Cからパワーハラスメントを受けていると相談を受けた。Cは、他の部下にもパワハラを多々行っているとして、パワハラを受けた部下らがAに相談しており、AとBは同年2月に、Cに対する懲戒処分を求める申立書と答申書を海上幕僚監部と横須賀地方総監部に提出。ところが、その約7カ月後に、AとBは警務隊に虚偽告訴などの容疑で逮捕された。その後横浜地方検察庁は、2人を嫌疑不十分として不起訴としたが、2人は横浜地方裁判所に、逮捕は内部告発への組織的報復であるとして、国家賠償を求め2023年2月に提訴した[81][82]。

落語家の四代目三遊亭圓歌による弟子へのパワーハラスメント問題
- 2022年に落語家の三遊亭天歌（現・吉原馬雀）が、師匠であった四代目三遊亭圓歌から長年にわたり暴力や暴言を伴うパワーハラスメントを受けたとして、四代目圓歌に300万円の損害賠償を求める民事訴訟を起こした[83][84]。2024年1月26日、東京地裁はパワーハラスメントの事実を認定し、四代目圓歌に80万円の支払いを命じる判決を下した[84][85]。原告被告の双方が所属する一般社団法人落語協会は、判決内容についてのコメントは控えるとしたが、協会員の師弟間でのパワーハラスメントについては再発の防止に努めることを表明した[86]。三遊亭天歌は2022年に四代目圓歌から破門され[84]、2023年に四代目吉原朝馬の門下に移って吉原馬雀へと改名している[87]。

### 2023年
JR西日本事件
- 1月、折からの大雪により、JR京都線の列車が立往生するなどの事案が発生。同社はこの件について対応を協議する内容の会議を実施したが、その際に、当時の副社長Aが、幹部社員Bを激しい言葉を用いて叱責するなどした。その後2024年1月に内部通報が同社に寄せられ、Aは6月の株主総会を以って退任したが、同社はこれらの一連の事案を公表しておらず、2025年6月の新聞報道により判明している[88]。その後同社社長の長谷川一明は2025年6月の定例記者会見で、この件に関連して自らにも行き過ぎた発言があったとして謝罪した[89]。

宝塚歌劇団事件
- 9月30日、25歳の劇団員女性が宝塚市内の自宅マンションから転落死[90][91]。自殺とみられる[91][92]。歌劇団は11月14日、外部の弁護士による調査報告書にてハラスメントやいじめの事実は確認できなかったものの、長時間労働による心理的負荷があった可能性は否定できないとして当時の理事長が12月1日付けで辞任することとなった[93][94]。この調査結果に対し、遺族側はLINEなどの情報を開示した上で再調査を求めている[95]。

愛知県東郷町事件
- 東郷町長である井俣憲治が町職員にパワハラと疑われる発言を繰り返していた[96][97][98]。12月8日には職員との打合せの際に怒鳴りながら机を蹴り上げる行為があったと報じられた[99]。

伊都消防組合消防本部事件
- 伊都消防組合消防本部が、地元企業に対し消防法に基く立入検査を実施したが、これについて、同組合トップの管理者である和歌山県かつらぎ町の中阪雅則町長から「組合からの厳しい叱責により社員が委縮している」との苦情が寄せられた。これを受け、同本部の消防長は、検査を担当した同本部予防課の課長らに「この会社に対しては、特例的な指導や拡大した裁量を用いるように」、「会社の業績のことも考えて指導するように」などと特例的な指導を行うよう指示し、この指示は同課員にも伝えられた。同課員の一は、この指示が元で退職した。この指示について、同組合が設置した第三者委員会は、「本来は許されない消防設備の設置方法等を、あたかも許可するかのように捉えられる危険性がある」と指摘。その上で「優越的な立場を利用しての、業務上必要且つ相当な範囲を超えた指示であり、職員に対し精神的苦痛を与えた」などとして、消防長の行為がパワハラに当たると判断した[100]。

Yobibo事件
- Yogiboの40歳代の男性社員Aが、英語に堪能であることを買われ、9月に同社の当時の社長（のち会長）Bのアメリカ出張に通訳のため同行.BはAに対し、ミスが起こらないよう完璧に通訳するよう指示し、Aがビジネス用語の多さを理由に難色を示したところ、Bは「なめとるのか」「俺を誰だと思ってるんだ] などと責め立て、Aが途中帰国を申し出たところ、「途中帰国は重罪」とのメッセージがBから送られてきた。Aは帰国後に適応障害を発症し、この頃には時間外労働の時間が1ヵ月当たり162時間にも及ぶようになっていた。Aは同社に訴えたが、同社は「パワハラは確認できなかった」と回答。Aは、Bによるパワハラと、過度な長時間労働が原因で適応障害になったとして、2024年10月24日に大阪地方裁判所に提訴した[101]。

### 2024年
兵庫県事件
京都府警本部事件
- 2024年8月から9月にかけて、京都府警察本部長Aが、府警本部庁舎内で部下Bから説明を受けている最中に「殺すぞ」などと発言したりするなどしたと、複数の府警職員から訴えが寄せられた。これを受け府警は、パワハラの疑いがあるとして調査を開始。その後Aは1同年0月3日に京都府議会の本会議で、パワハラを認め陳謝した上で、戒告処分を受けたことと、警察庁の長官官房付への異動を内示されたことを明らかにした[102]。

大阪府警察事件（2024年）
- 2024年11月10日に大分県で開催された「全国豊かな海づくり大会」に、大阪府警察から数人の警察官が警備目的で派遣されたが、このうち、旭署の30歳代の男性巡査部長Aが、大会数日前に宿泊先で、同行していた同署の20歳代の男性巡査Bを数回殴るなどし、Bは上半身に打撲傷を負った。Aは、夜中にBが同僚らと騒いでいたため腹が立ったと説明しているが、この件以前にもAはBを飲み会などにおいて殴るなどしていた疑いが出ている。また、この件とは別に、東淀川署の男性巡査が、宿泊施設において上司らから服を脱ぐ王強要された疑いもあり、府警は両方の件について処分を検討している[103]。

大阪母子医療センター事件
- 大阪母子医療センターで産科主任部長を務めていた50歳代の男性医師Aが、退職者を含めた部下の医師のうちの8割に当たる29人に対し、「人間としてとっくに失効している」などの暴言を日常的に浴びせるなどしていたことが、2024年に病院を運営する大阪府立病院機構に提出された報告書で判明。暴言には、他に「人間じゃないのに人間と思い込まされて育った」「（ 分娩の予約が来るのは）動物でしょう」などといったものもあった。暴言を受けた部下の中には、抑鬱状態になって退職に追い込まれたり、その場で号泣して「医師を辞めよう」とまで思い詰めたのもいたとされる。同機構はこれらの暴言についてパワハラと認定[104]。吉村洋文・大阪府知事は「（Aの行為は）あってはならない」と批判した上で、同機構に対し厳正な処分を要求。また、3度に亘り公益通報が行われたにもかかわらず十分な調査が行われなかったことも問題視した[105]。同年12月26日に同機構は、同センターのトップであるBと院長のCを戒告処分としたが、加害者であるAは既に11月末に退職していたため処分できなかった[106]。

### 2025年
有名化粧品ブランド会社パワハラ自殺訴訟事件
- 吉岡里帆がCM出演を務める株式会社ディー・アップ（東京都港区）で働いていた女性社員A（当時25歳）が、社長からパワハラを受けて2023年に自殺したとし、2025年に遺族が同社らを相手に損害賠償請求訴訟を提訴[107][108][109][110]。

 茨城県庁事件 
- 茨城県庁の秘書課で勤務していた男性職員Aは、2023年12月から新たに副知事に就任したBの秘書を務めていたが、その後2024年10月に、パワハラを訴える内容の遺書を残し自殺。遺書には「今まで経験したことのない数の叱責」「人格を否定されるような言葉」などと綴られていた。県は同年11月に、遺族からの要望を受け調査を開始。その後、県の第三者委員会が、パワハラとは認定しなかったものの、副知事の言動に全く問題がないわけではないとの内容の意見を付記していたことが、2025年5月に一部新聞報道で判明した[111]。